# Ludvík II. Durynský
Ludvík II. Durynský, přezdíván Ludvík Železný (1128, Creuzburg – 14. října 1172 Neuenburg), byl durynský lantkrabě v letech 1140–1172.

## Život
Narodil se roku 1128 předešlému lantkraběti Ludvíku I. a jeho manželce Hedvice z Gudensbergu. Když v roce 1140 Ludvík I. zemřel, římský král Konrád III. pověřil mladého Ludvíka správou lantkrabství. Ludowingové měli dobré vztahy se Štaufy, protože Ludvík I. podpořil kandidaturu Konráda III. na římský trůn v roce 1138. Vztahy mezi oběma dynastiemi byly až tak dobré, že se rozhodlo, že si Ludvík vezme za manželku Juditu Švábskou, jež byla Konrádovou neteří a zároveň nevlastní sestrou Konrádova nástupce Fridricha Barbarossy. Do Konrádovy smrti roku 1150 Ludvík zůstal na královském dvoře, kde byl vzděláván mohučským arcibiskupem a biskupem merseburským. V roce 1150 se oženil s Juditou Švábskou a hned následujícího roku 1151 se páru narodil syn Ludvík.
Během vlády byl Ludvík II. spojencem svého švagra Fridricha Barbarossy, jenž se roku 1152 stal králem a roku 1155 byl korunován římským císařem. Společně bojovali proti saskému vévodovi Jindřichu Lvovi a mohučským arcibiskupům, kteří rovněž ovládali město Erfurt.
Hrad Wartburg byl v průběhu Ludvíkovy vlády rozšířen. Byl vystavěn palác, který se v té samé podobě zachoval dodnes – radiokarbonová metoda datování určila, že dřevo pro střešní nosníky bylo pokáceno již v roce 1157. Ludvík též roku 1168 založil hrad Runneburg a v roce 1184 nechal ještě zbudovat hrad Creuzburg.
Roku 1170 se císař Fridrich Barbarossa a Ludvík II. vypravili na tažení do Polska. Poté, co se Ludvík vrátil, však náhle onemocněl a zemřel 14. října 1172. Skoro jako všechna ostatní durynská lantkrabata byl pohřben v klášteře Reinhardsbrunn. Náhrobky rodiny byly později ovšem přemístěny do kostela sv. Jiří v Eisenachu, když byl klášter zdemolován.

## Potomci
Ludvík II. Durynský se svou manželkou Juditou Švábskou zplodil dohromady šest potomků:
- Ludvík III. Durynský (1151 – 1190), nástupce
- Heřman I. Durynský (1155? – 1217)
- Jindřich Raspe III. (1155? – 18. července 1217)
- Fridrich (1155? – 1229), hrabě Ziegenhainu
- Judita ∞ Heřman II., hrabě z Ravensbergu
- Sofie ∞ Bernhard, hrabě z Anhaltu